# Atlanta Open

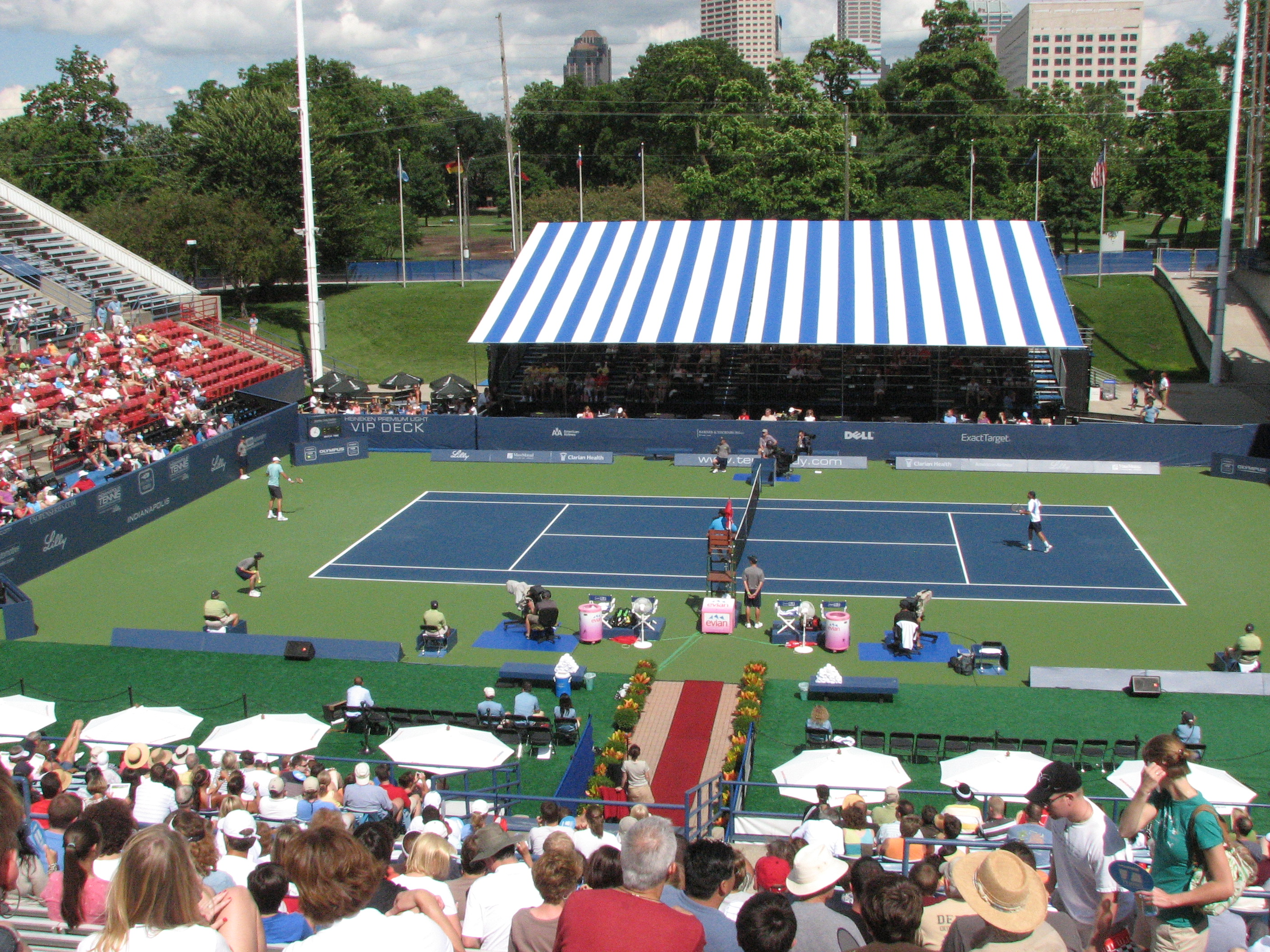
Robby Ginepri i John Isner podczas półfinału na korcie centralnym Indianapolis Tennis Center w 2009

Atlanta Open (dawniej Indianapolis Tennis Championships, Atlanta Tennis Championships) – męski turniej tenisowy kategorii ATP Tour 250 zaliczany do cyklu ATP Tour. Rozgrywany na kortach twardych w amerykańskim mieście Atlanta w latach 2010–2024. Przed 2010 rokiem turniej odbywał się w Indianapolis.

## Mecze finałowe

### Gra pojedyncza
| Atlanta      |                                              |                                              |                                              |
| Rok          | Zwycięzca                                    | Finalista                                    | Wynik                                        |
| 2024         | Yoshihito Nishioka                           | Jordan Thompson                              | 4:6, 7:6(2), 6:2                             |
| 2023         | Taylor Fritz                                 | Aleksandar Vukic                             | 7:5, 6:7(5), 6:4                             |
| 2022         | Alex de Minaur                               | Jenson Brooksby                              | 6:3, 6:3                                     |
| 2021         | John Isner                                   | Brandon Nakashima                            | 7:6(8), 7:5                                  |
| 2020         | Turniej anulowano z powodu pandemii COVID-19 | Turniej anulowano z powodu pandemii COVID-19 | Turniej anulowano z powodu pandemii COVID-19 |
| 2019         | Alex de Minaur                               | Taylor Fritz                                 | 6:3, 7:6(2)                                  |
| 2018         | John Isner                                   | Ryan Harrison                                | 5:7, 6:3, 6:4                                |
| 2017         | John Isner                                   | Ryan Harrison                                | 7:6(6), 7:6(7)                               |
| 2016         | Nick Kyrgios                                 | John Isner                                   | 7:6(3), 7:6(4)                               |
| 2015         | John Isner                                   | Markos Pagdatis                              | 6:3, 6:3                                     |
| 2014         | John Isner                                   | Dudi Sela                                    | 6:3, 6:4                                     |
| 2013         | John Isner                                   | Kevin Anderson                               | 6:7(3), 7:6(2), 7:6(2)                       |
| 2012         | Andy Roddick                                 | Gilles Müller                                | 1:6, 7:6(2), 6:2                             |
| 2011         | Mardy Fish                                   | John Isner                                   | 3:6, 7:6(6), 6:2                             |
| 2010         | Mardy Fish                                   | John Isner                                   | 4:6, 6:4, 7:6(4)                             |
| Indianapolis |                                              |                                              |                                              |
| Rok          | Zwycięzca                                    | Finalista                                    | Wynik                                        |
| 2009         | Robby Ginepri                                | Sam Querrey                                  | 6:2, 6:4                                     |
| 2008         | Gilles Simon                                 | Dmitrij Tursunow                             | 6:4, 6:4                                     |
| 2007         | Dmitrij Tursunow                             | Frank Dancevic                               | 6:4, 7:5                                     |
| 2006         | James Blake                                  | Andy Roddick                                 | 4:6, 6:4, 7:6(5)                             |
| 2005         | Robby Ginepri                                | Taylor Dent                                  | 4:6, 6:0, 3:0 krecz                          |
| 2004         | Andy Roddick                                 | Nicolas Kiefer                               | 6:2, 6:3                                     |
| 2003         | Andy Roddick                                 | Paradorn Srichaphan                          | 7:6(2), 6:4                                  |
| 2002         | Greg Rusedski                                | Félix Mantilla                               | 6:7(6), 6:4, 6:4                             |
| 2001         | Patrick Rafter                               | Gustavo Kuerten                              | 4:2 krecz                                    |
| 2000         | Gustavo Kuerten                              | Marat Safin                                  | 3:6, 7:6(2), 7:6(2)                          |
| 1999         | Nicolás Lapentti                             | Vince Spadea                                 | 4:6, 6:4, 6:4                                |
| 1998         | Àlex Corretja                                | Andre Agassi                                 | 2:6, 6:2, 6:3                                |
| 1997         | Jonas Björkman                               | Carlos Moyá                                  | 6:3, 7:6(3)                                  |
| 1996         | Pete Sampras                                 | Goran Ivanišević                             | 7:6(3), 7:5                                  |
| 1995         | Thomas Enqvist                               | Bernd Karbacher                              | 6:4, 6:3                                     |
| 1994         | Wayne Ferreira                               | Olivier Delaître                             | 6:2, 6:1                                     |
| 1993         | Jim Courier                                  | Boris Becker                                 | 7:5, 6:3                                     |
| 1992         | Pete Sampras                                 | Jim Courier                                  | 6:4, 6:4                                     |
| 1991         | Pete Sampras                                 | Boris Becker                                 | 7:6, 3:6, 6:3                                |
| 1990         | Boris Becker                                 | Peter Lundgren                               | 6:3, 6:4                                     |
| 1989         | John McEnroe                                 | Jay Berger                                   | 6:4, 4:6, 6:4                                |
| 1988         | Boris Becker                                 | John McEnroe                                 | 6:4, 6:2                                     |
| 1987         | Mats Wilander                                | Kent Carlsson                                | 7:5, 6:3                                     |

### Gra podwójna
| Atlanta      |                                              |                                              |                                              |
| Rok          | Zwycięzcy                                    | Finaliści                                    | Wynik                                        |
| 2024         | Nathaniel Lammons Jackson Withrow            | André Göransson Sem Verbeek                  | 4:6, 6:4, 12–10                              |
| 2023         | Nathaniel Lammons Jackson Withrow            | Max Purcell Jordan Thompson                  | 7:6(3), 7:6(4)                               |
| 2022         | Thanasi Kokkinakis Nick Kyrgios              | Jason Kubler John Peers                      | 7:6(4), 7:5                                  |
| 2021         | Reilly Opelka Jannik Sinner                  | Steve Johnson Jordan Thompson                | 6:4, 6:7(6), 10–3                            |
| 2020         | Turniej anulowano z powodu pandemii COVID-19 | Turniej anulowano z powodu pandemii COVID-19 | Turniej anulowano z powodu pandemii COVID-19 |
| 2019         | Dominic Inglot Austin Krajicek               | Bob Bryan Mike Bryan                         | 6:4, 6:7(5), 11–9                            |
| 2018         | Nicholas Monroe John-Patrick Smith           | Ryan Harrison Rajeev Ram                     | 3:6, 7:6(5), 10–8                            |
| 2017         | Bob Bryan Mike Bryan                         | Wesley Koolhof Artem Sitak                   | 6:3, 6:4                                     |
| 2016         | Andrés Molteni Horacio Zeballos              | Johan Brunström Andreas Siljeström           | 7:6(2), 6:4                                  |
| 2015         | Bob Bryan Mike Bryan                         | Colin Fleming Gilles Müller                  | 4:6, 7:6(2), 10–4                            |
| 2014         | Vasek Pospisil Jack Sock                     | Steve Johnson Sam Querrey                    | 6:3, 5:7, 10–5                               |
| 2013         | Édouard Roger-Vasselin Igor Sijsling         | Colin Fleming Jonathan Marray                | 7:6(6), 6:3                                  |
| 2012         | Matthew Ebden Ryan Harrison                  | Xavier Malisse Michael Russell               | 6:3, 3:6, 10–6                               |
| 2011         | Alex Bogomolov Jr. Matthew Ebden             | Matthias Bachinger Frank Moser               | 3:6, 7:5, 10–8                               |
| 2010         | Scott Lipsky Rajeev Ram                      | Rohan Bopanna Kristof Vliegen                | 6:3, 6:7(4), 12–10                           |
| Indianapolis |                                              |                                              |                                              |
| Rok          | Zwycięzcy                                    | Finaliści                                    | Wynik                                        |
| 2009         | Ernests Gulbis Dmitrij Tursunow              | Ashley Fisher Jordan Kerr                    | 6:4, 3:6, 11–9                               |
| 2008         | Ashley Fisher Tripp Phillips                 | Scott Lipsky David Martin                    | 3:6, 6:3, 10–5                               |
| 2007         | Juan Martín del Potro Travis Parrott         | Tejmuraz Gabaszwili Ivo Karlović             | 3:6, 6:2, 10–6                               |
| 2006         | Andy Roddick Bobby Reynolds                  | Paul Goldstein Jim Thomas                    | 6:4, 6:4                                     |
| 2005         | Paul Hanley Graydon Oliver                   | Simon Aspelin Todd Perry                     | 6:2, 3:1 krecz                               |
| 2004         | Jordan Kerr Jim Thomas                       | Wayne Black Kevin Ullyett                    | 6:7(7), 7:6(3), 6:3                          |
| 2003         | Mario Ančić Andy Ram                         | Diego Ayala Robby Ginepri                    | 2:6, 7:6(3), 7:5                             |
| 2002         | Mark Knowles Daniel Nestor                   | Mahesh Bhupathi Maks Mirny                   | 7:6(4), 6:7(5), 6:4                          |
| 2001         | Mark Knowles Brian MacPhie                   | Mahesh Bhupathi Sébastien Lareau             | 7:6(5), 5:7, 6:4                             |
| 2000         | Lleyton Hewitt Sandon Stolle                 | Jonas Björkman Maks Mirny                    | 6:2, 3:6, 6:3                                |
| 1999         | Paul Haarhuis Jared Palmer                   | Olivier Delaître Leander Paes                | 6:3, 6:4                                     |
| 1998         | Jiří Novák David Rikl                        | Mark Knowles Daniel Nestor                   | 7:5, 4:6, 6:1                                |
| 1997         | Michael Tebbutt Mikael Tillström             | Jonas Björkman Nicklas Kulti                 | 6:3, 6:2                                     |
| 1996         | Jim Grabb Richey Reneberg                    | Petr Korda Cyril Suk                         | 7:6, 4:6, 6:4                                |
| 1995         | Mark Knowles Daniel Nestor                   | Scott Davis Todd Martin                      | 6:4, 6:4                                     |
| 1994         | Todd Woodbridge Mark Woodforde               | Jim Grabb Richey Reneberg                    | 6:4, 6:2                                     |
| 1993         | Scott Davis Todd Martin                      | Ken Flach Rick Leach                         | 6:4, 6:4                                     |
| 1992         | Jim Grabb Richey Reneberg                    | Grant Connell Glenn Michibata                | 7:6, 6:2                                     |
| 1991         | Ken Flach Robert Seguso                      | Kent Kinnear Sven Salumaa                    | 6:4, 6:3                                     |
| 1990         | Scott Davis David Pate                       | Grant Connell Glenn Michibata                | 4:6, 6:2, 6:2                                |
| 1989         | Pieter Aldrich Danie Visser                  | Peter Doohan Laurie Warder                   | 7:5, 7:6                                     |
| 1988         | Rick Leach Jim Pugh                          | Ken Flach Robert Seguso                      | 6:4, 6:3                                     |